# ランス累層
ランス累層（ランスるいそう、ランスクリーク累層、ランス層、ランスクリーク層とも）は、アメリカ西部にあるマーストリヒチアン(約6900万～6600万年前)の地層。名称はワイオミング州ランスクリークに因む。中生代の小型脊椎動物と恐竜を知る上での重要な化石産地として知られる。ランス累層はモンタナとノースダコタのヘルクリーク累層およびサスカチュワン南西部のフレンチマン累層、アルバータ州のスコラード累層と生物相を共有している。
ランス累層はワイオミング州のバクリテス・クリノロバトゥス Baculites clinolobatus アンモナイト海洋帯の上に堆積し、その頂点は約6,900万年前になっており、6,600万年前のK-Pg境界まで広がっている。しかし、ランシアンの特徴的な陸上脊椎動物はランス累層上部にしか見られない。ランス累層上部はヘルクリーク累層のような比較的薄い地層と層序的に同等で、その基底部は6,680万年前と推定されている。

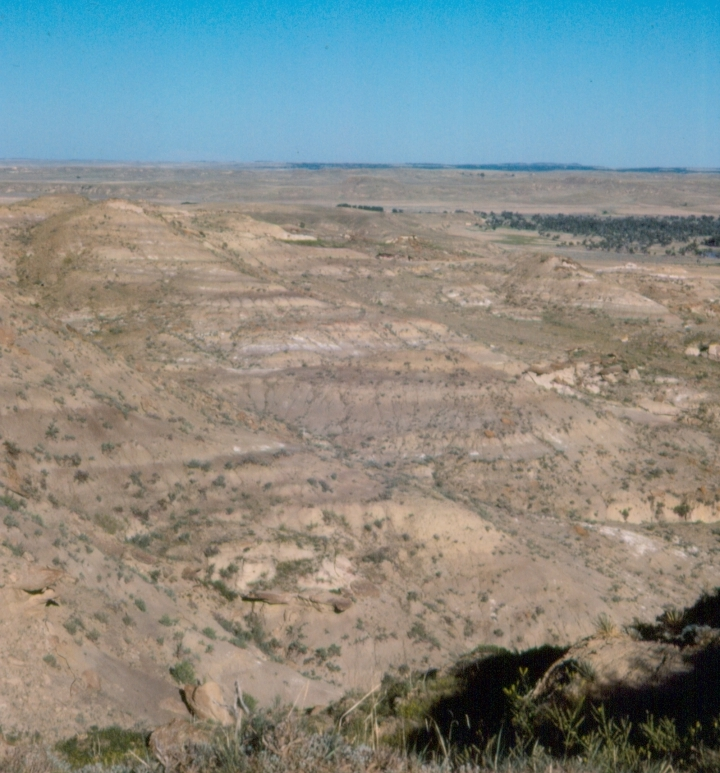
ランス累層のバッドランド

## 概要
この地層は W.G. Pierce によって、ぶ厚い鉱床として記述された。淡黄色の砂岩とくすんだ緑色の頁岩で成る。白亜紀後期の年代である。ノースダコタで約90ｍ、ワイオミング州の一部では600ｍの厚みがある。

### 堆積環境
ランス累層は、河川系によって流された西の内陸水路沿岸の平原地帯だった。気候は亜熱帯。寒季はなく、おそらく多雨だった。

## 古生物学
少なくとも５万点の白亜紀後期の脊椎動物化石がランス累層から回収されている。微視的な要素から広範囲なボーンベッドに至る化石、ほぼ完全な、時には関節した恐竜の骨格が発見されている。その地層から知られている恐竜以外のほとんどの動物は水棲動物であり、一部は淡水棲である（例えばカエルやサンショウウオ）。しかし、海洋化石もこの地層に認められ、海が近くにあったことを示唆している。鳥類はほとんど現生の目（分類階級）で構成されている。

### 周飾頭類
| ランス累層から報告されている周飾頭類 | ランス累層から報告されている周飾頭類 | ランス累層から報告されている周飾頭類 | ランス累層から報告されている周飾頭類 | ランス累層から報告されている周飾頭類 | ランス累層から報告されている周飾頭類 | ランス累層から報告されている周飾頭類 |
| 属                                   | 種                                   | 場所                                 | 層序                                 | 標本                                 | メモ | 画像                                 |
| ------------------------------------ | ------------------------------------ | ------------------------------------ | ------------------------------------ | ------------------------------------ | --- | ------------------------------------ |
| アガタウマス                         | A. sylvestris                        |                                      |                                      | 部分的な仙椎と骨盤 。模式標本。      | 疑問名。おそらくトリケラトプス・ホリドゥスのシノニム |                                      |
| レプトケラトプス                     | L. gracilis                          |                                      |                                      |                                      | 角竜類 |                                      |
| ネドケラトプス                       | N. hatcheri                          |                                      |                                      | "1つの頭骨、" 模式標本。             | トリケラトプス・ホリドゥスのシノニムである可能性のあるケラトプス類 。Diceratops hatcheri と Diceratus hatcheriのシニアシノニム。                                                                               |                                      |
| パキケファロサウルス                 | P. wyomingensis                      |                                      |                                      | 模式標本を含む断片的な標本           | パキケファロサウルス科。この地層のTroodon wyomingensisのシノニム。 |                                      |
| パラエオスキンクス                   | "P." latus                           |                                      |                                      | "歯"                                 | パキケファロサウルス科の疑問名。以前はアンキロサウルス科に分類されていた。 |                                      |
| スティギモロク                       | S. spinifer                          |                                      |                                      |                                      | Pachycephalosaurus wyomingensisのシノニムである可能性のあるパキケファロサウルス類。 |                                      |
| トロサウルス                         | T. latus                             |                                      |                                      | 模式標本を含むいくつかの標本         | ケラトプス類。この地層由来の模式標本で知られる Torosaurus gladius のシノニム。フレンチマン累層とヘルクリーク累層からも産出。                                                                                   |                                      |
| トリケラトプス                       | T. horridus                          |                                      |                                      | "部分的な頭骨と骨格" 、模式標本。    | ケラトプス類。エヴァンストン累層、フレンチマン累層、ヘルクリーク累層、ララミー累層、そしてスコラード累層からも見つかっている。ランス累層からの標本に基づく学名では T. ingens と T. sulcatus がシノニムである。 |                                      |